# Dudleya pulverulenta
Dudleya pulverulenta är en fetbladsväxtart som först beskrevs av Thomas Nuttall, och fick sitt nu gällande namn av Britt. och Joseph Nelson Rose. Dudleya pulverulenta ingår i släktet Dudleya och familjen fetbladsväxter.

## Underarter
Arten delas in i följande underarter:
- D. p. arizonica
- D. p. pulverulenta

## Bildgalleri

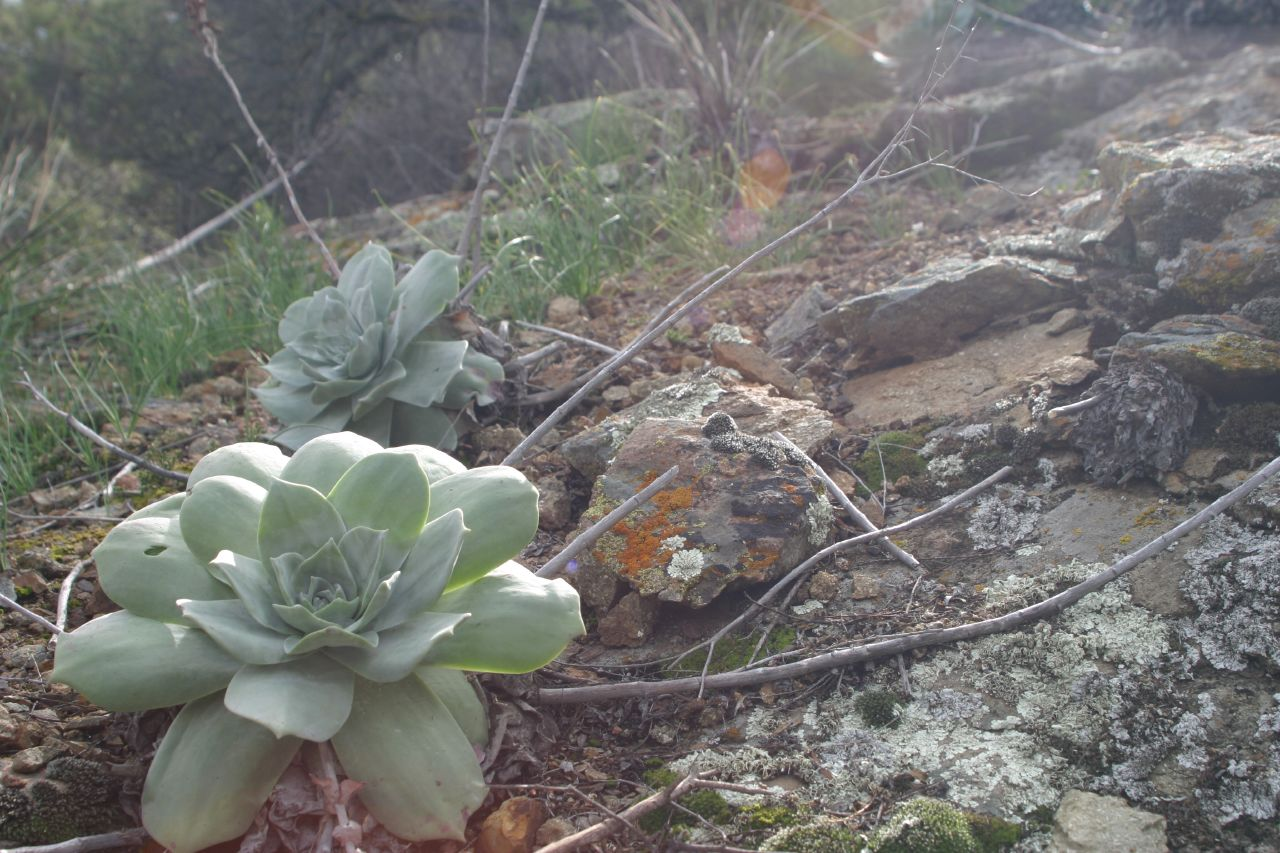
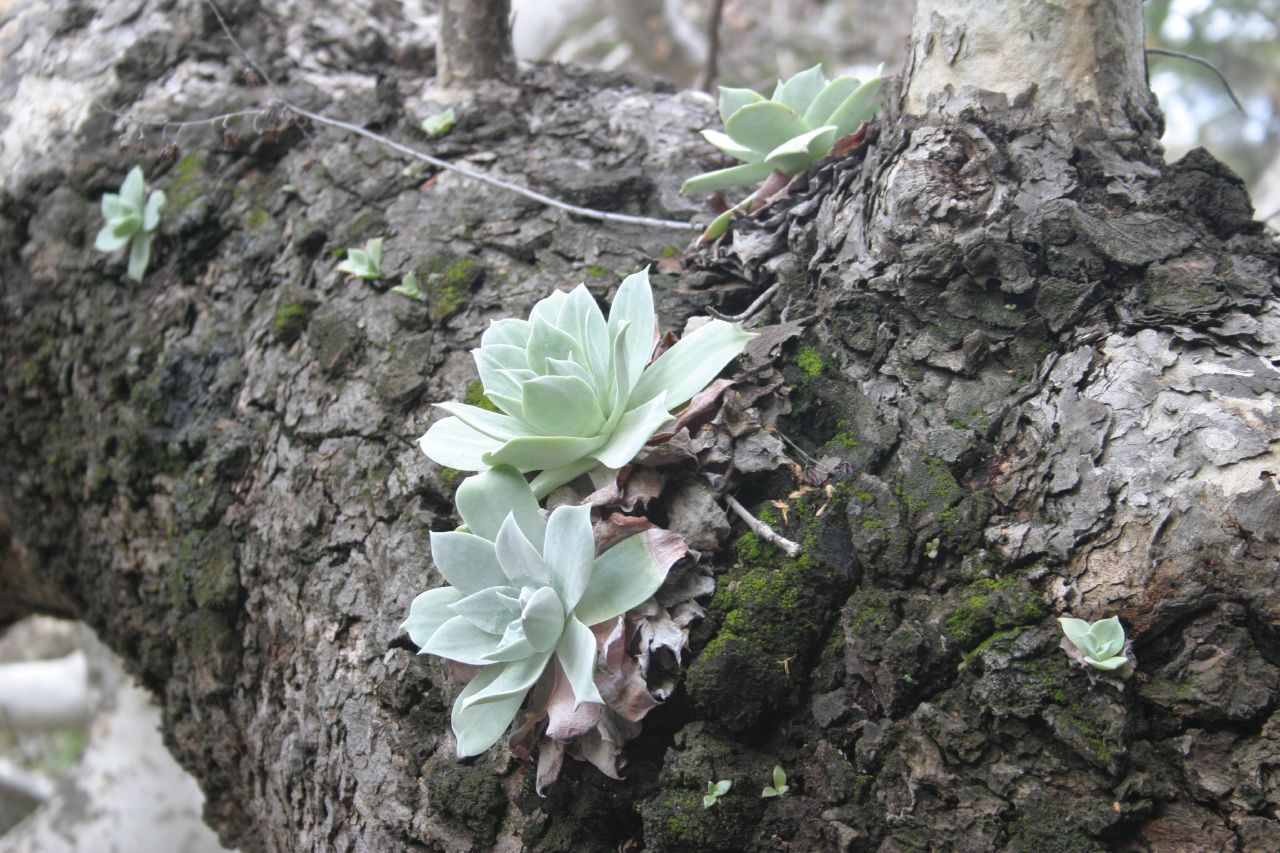
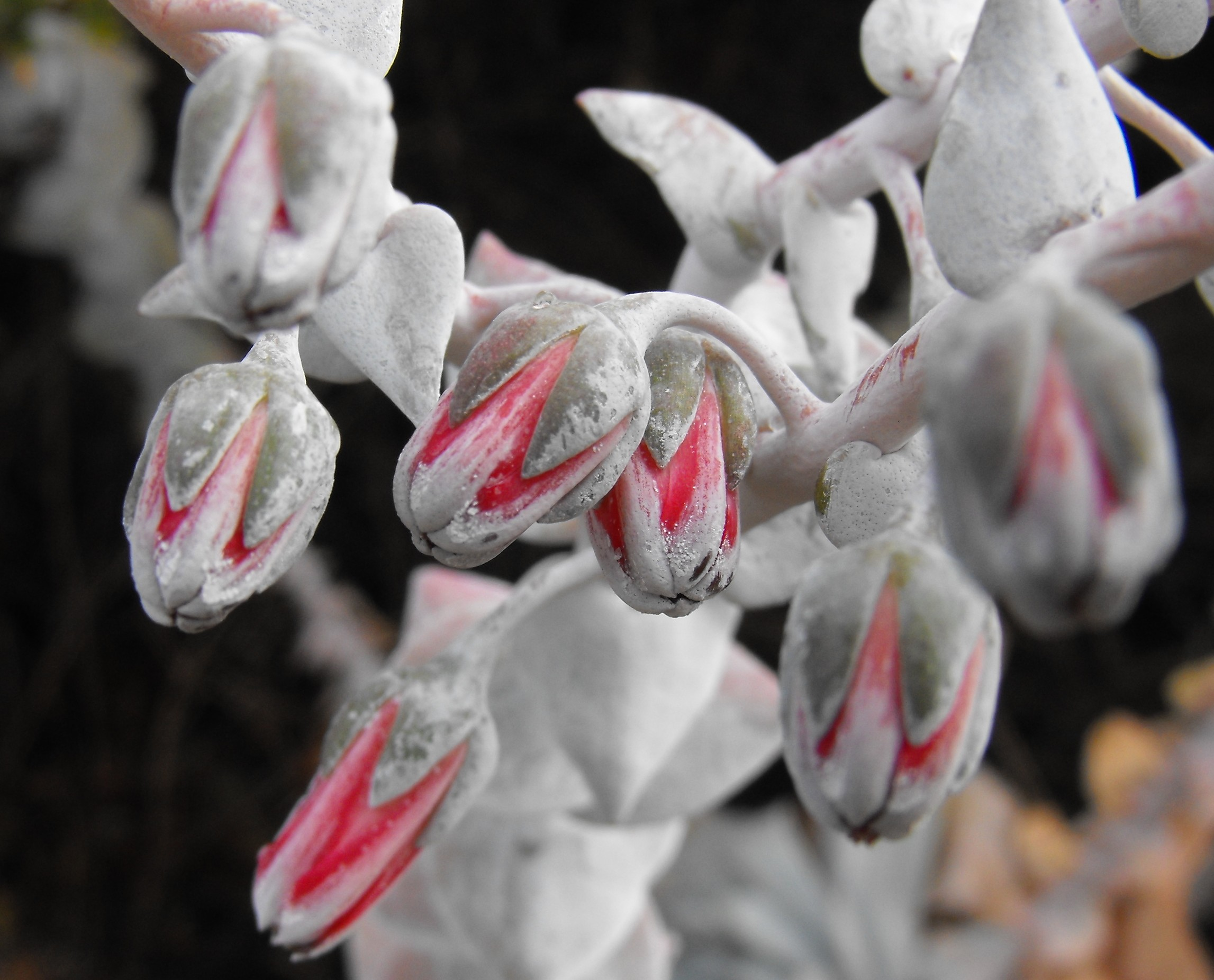
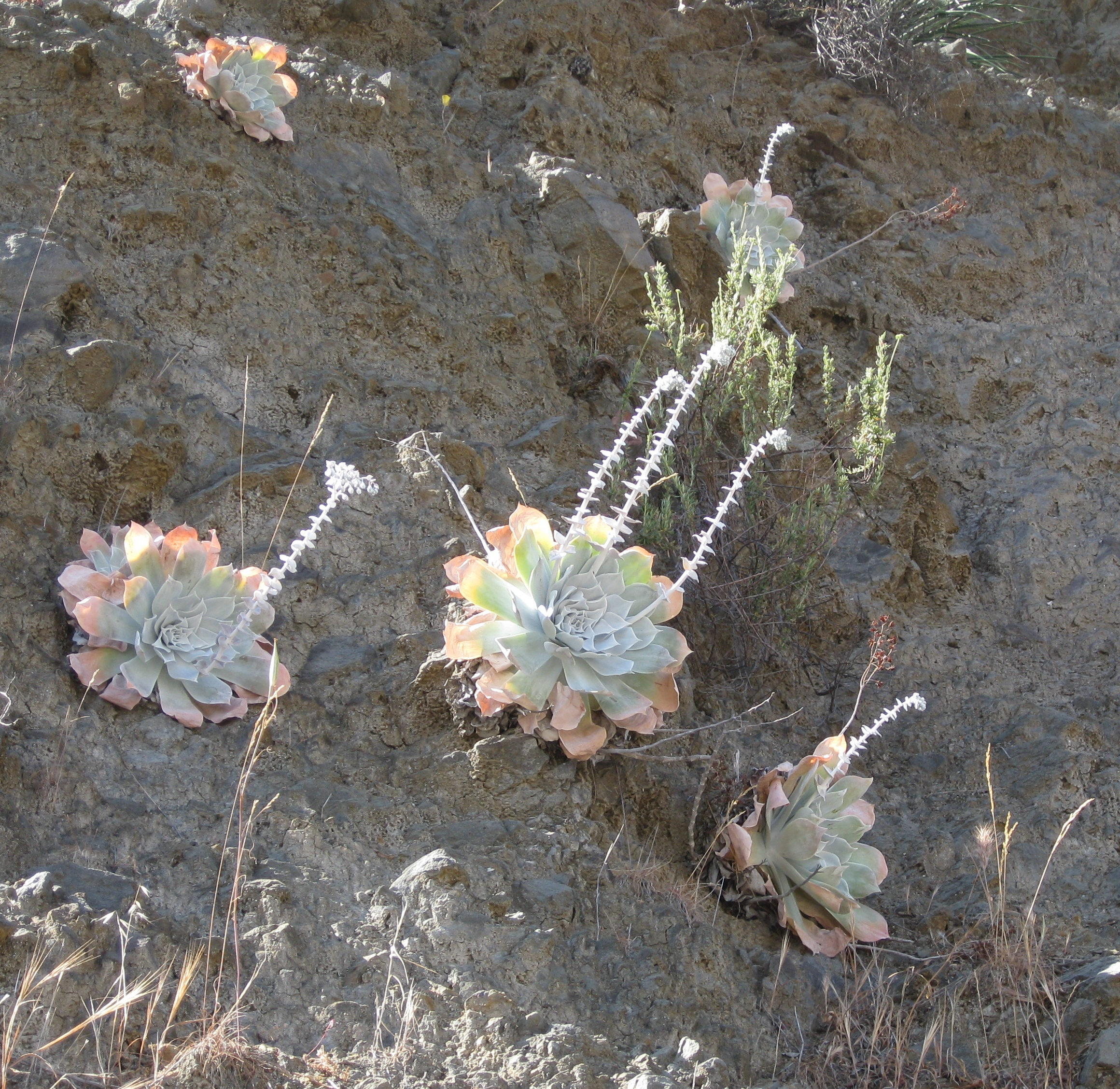
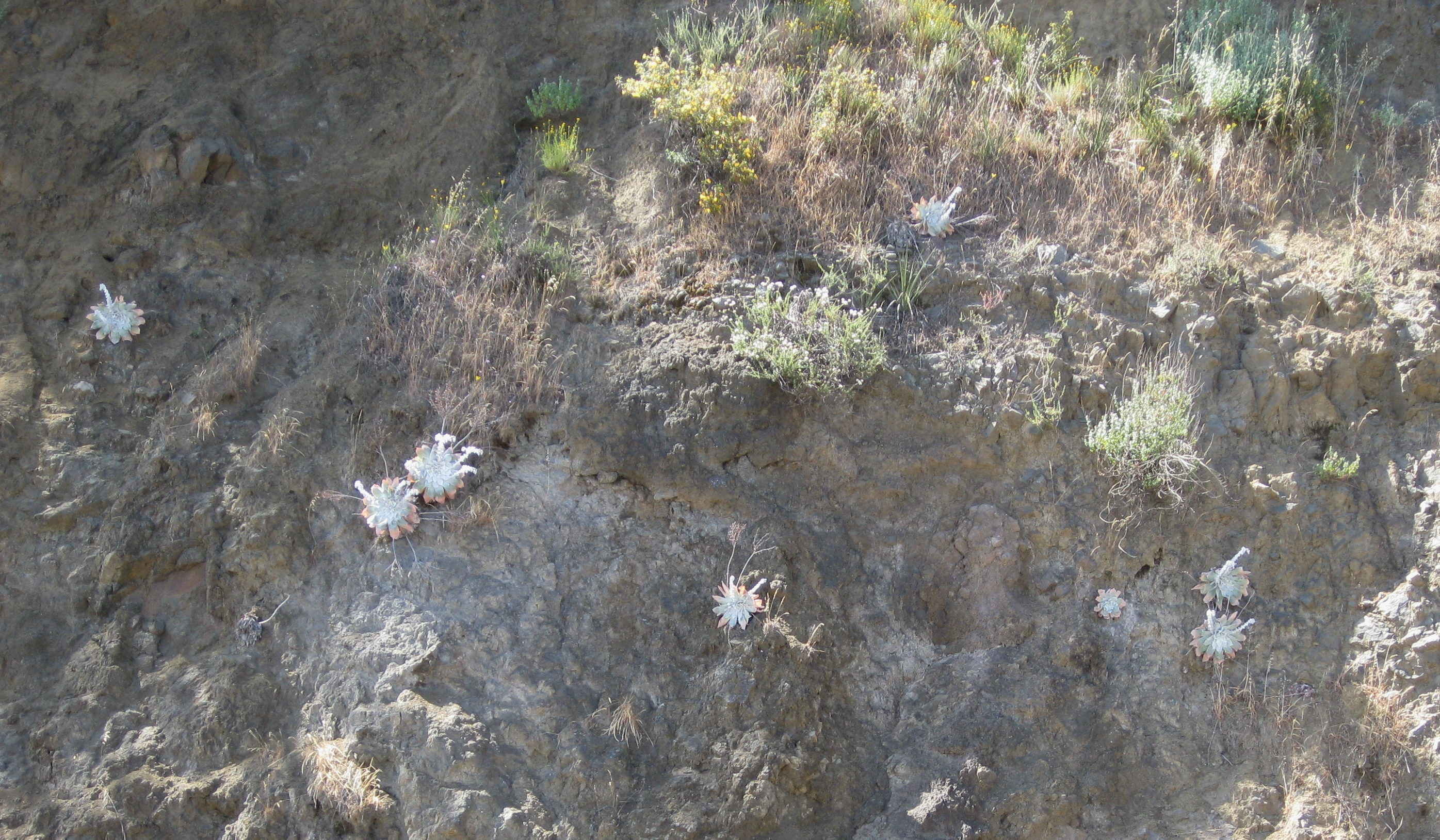
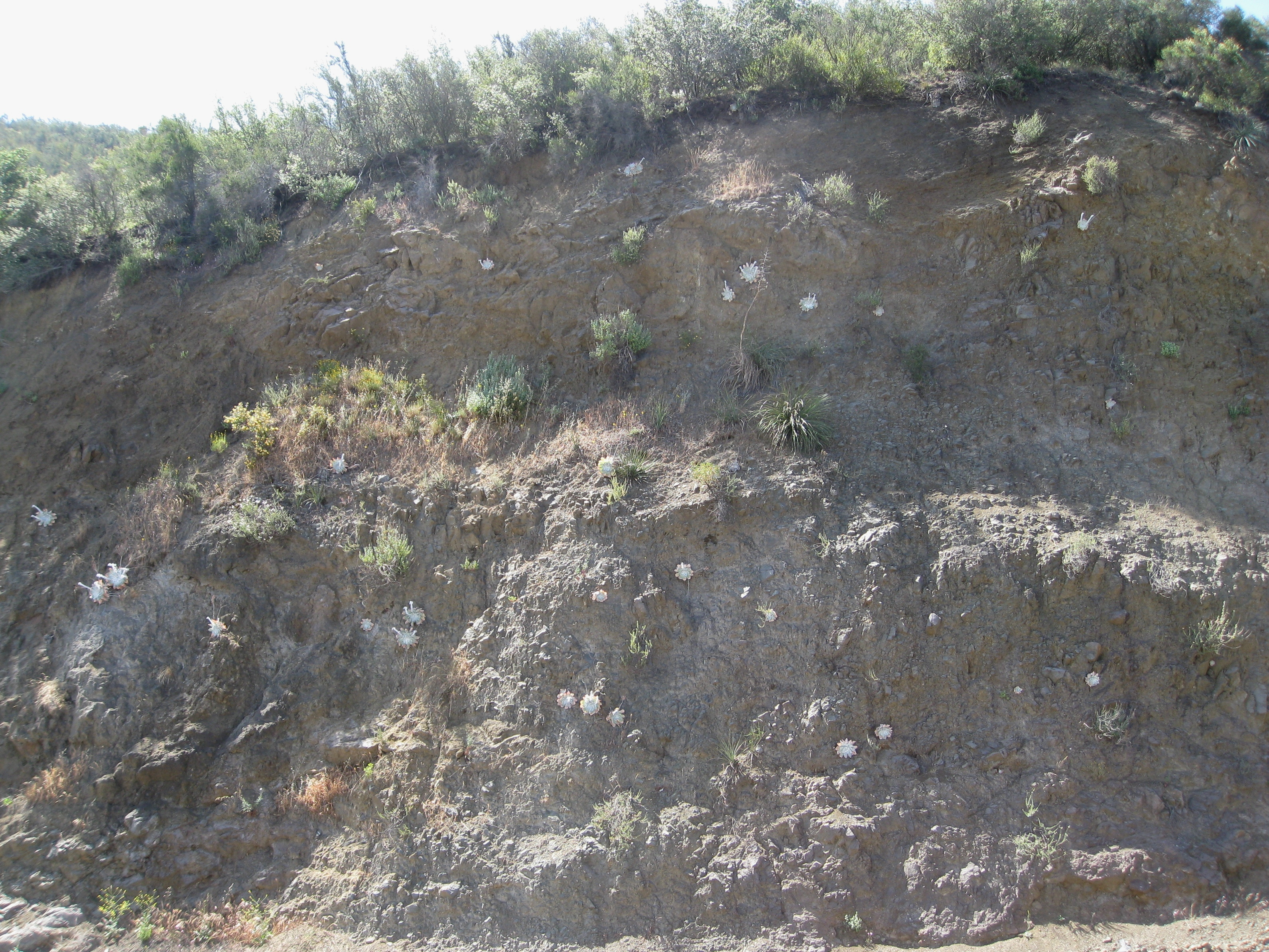